# Leon Botha
Leon Botha (n. 4 iunie 1985 — d. 5 iunie 2011) a fost un pictor și interpret de muzică sud-african, unul dintre cei mai longevivi bolnavi de progeria.
A apărut în videoclipul cântecului „Enter the Ninja” al formației Die Antwoord.